# Josh Dasilva
Pelenda Joshua Tunga Dasilva, noto semplicemente come Josh Dasilva (Ilford, 23 ottobre 1998), è un calciatore inglese, centrocampista svincolato.

## Caratteristiche tecniche
È un centrocampista offensivo che gioca prevalentemente sulla fascia sinistra.

## Carriera

### Club
Cresciuto nel settore giovanile dell'Arsenal, ha esordito in prima squadra il 20 settembre 2017 disputando l'incontro di Coppa di lega vinto 1-0 contro il Doncaster. Nella stessa competizione prenderà parte anche alle successive due partite, dopodiché verrà impiegato principalmente nella formazione Under-23 dei Gunners ed al termine della stagione rimarrà svincolato. Il 21 agosto 2018 ha firmato un contratto quadriennale con il Brentford.

### Nazionale
Ha giocato nelle nazionali giovanili inglesi Under-19, Under-20 ed Under-21.

## Statistiche
Statistiche aggiornate al 15 marzo 2025.

### Presenze e reti nei club
| Stagione         | Squadra          | Campionato       | Campionato | Campionato | Coppe nazionali | Coppe nazionali | Coppe nazionali | Coppe continentali | Coppe continentali | Coppe continentali | Altre coppe | Altre coppe | Altre coppe | Totale | Totale | Totale |
| Stagione         | Squadra          | Comp             | Pres       | Reti       | Comp            | Pres            | Reti            | Comp               | Pres               | Reti               | Comp        | Pres        | Reti        | Pres   | Reti   |        |
| ---------------- | ---------------- | ---------------- | ---------- | ---------- | --------------- | --------------- | --------------- | ------------------ | ------------------ | ------------------ | ----------- | ----------- | ----------- | ------ | ------ | ------ |
| 2017-2018        | Arsenal          | PL               | 0          | 0          | FACup+CdL       | 0+3             | 0               | UEL                | 0                  | 0                  | -           | -           | -           | 3      | 0      |        |
| 2018-2019        | Brentford        | FLC              | 17         | 1          | FACup+CdL       | 4+0             | 0               | -                  | -                  | -                  | -           | -           | -           | 21     | 1      |        |
| 2019-2020        | Brentford        | FLC              | 42+3       | 10+0       | FACup+CdL       | 2+0             | 0               | -                  | -                  | -                  | -           | -           | -           | 47     | 10     |        |
| 2020-2021        | Brentford        | FLC              | 30         | 5          | FACup+CdL       | 0+5             | 0+2             | -                  | -                  | -                  | -           | -           | -           | 35     | 7      |        |
| 2021-2022        | Brentford        | PL               | 9          | 0          | FACup+CdL       | 1+0             | 0               | -                  | -                  | -                  | -           | -           | -           | 10     | 0      |        |
| 2022-2023        | Brentford        | PL               | 36         | 4          | FACup+CdL       | 1+2             | 0               | -                  | -                  | -                  | -           | -           | -           | 39     | 4      |        |
| 2023-2024        | Brentford        | PL               | 3          | 0          | FACup+CdL       | 2+0             | 0               | -                  | -                  | -                  | -           | -           | -           | 5      | 0      |        |
| 2024-2025        | Brentford        | PL               | 0          | 0          | FACup+CdL       | 0               | 0               | -                  | -                  | -                  | -           | -           | -           | 0      | 0      |        |
| Totale Brentford | Totale Brentford | Totale Brentford | 137+3      | 20         |                 | 17              | 2               |                    | -                  | -                  |             | -           | -           | 157    | 22     |        |
| Totale carriera  | Totale carriera  | Totale carriera  | 137+3      | 20         |                 | 20              | 2               |                    | 0                  | 0                  |             | -           | -           | 160    | 22     |        |